# Ubóstwo (cnota)
Ubóstwo – cnota moralna, która polega na pozostawaniu oderwanym od potrzeb materialnych i dóbr ziemskich. Sfera materialna dla ludzi żyjących cnotą ubóstwa jest drugorzędna, a na pierwszy plan wysuwają oni sferę duchową. Przykładem przedchrześcijańskim praktykowania cnoty ubóstwa jest m.in. Diogenes z Synopy.
Prawdziwe, świadome ubóstwo prowadzi do szczęścia. "Ludzie nastawieni do życia materialistycznie, jak pokazują badania, są mniej szczęśliwi od pozostałych".

## W chrześcijaństwie
W chrześcijaństwie praktykowanie cnoty ubóstwa stanowi echo wielu wezwań ewangelicznych, m.in. "Nie możecie służyć Bogu i Mamonie" (Mt 6, 24) oraz "Tak więc nikt z was, kto nie wyrzeka się wszystkiego, co posiada, nie może być moim uczniem" (Łk 14, 33).
Ubóstwo chrześcijańskie nie polega na niedostatku czy biedzie, tak jak chrześcijaństwo nie polega na odrzuceniu świata materialnego (to herezja tzw. manicheizmu).
Ubóstwo polega na szanowaniu tego, co się posiada, na umiejętności dzielenia się z innymi. Dla osoby wierzącej sprawy materialne są ważne, ale nie powinny przesłonić jej prawdziwego celu życia. Konkretnie ubóstwo chrześcijańskie stoi w opozycji wobec postawy konsumpcjonizmu.